# Driedaagse De Panne - Koksijde 1978
La Driedaagse De Panne - Koksijde 1978, seconda edizione della corsa, si svolse dal 13 al 15 marzo su un percorso di 712 km ripartiti in 3 tappe, con partenza e arrivo a De Panne. Fu vinta dal belga Guido Van Sweevelt della squadra Ijsboerke-Gios davanti al connazionale Jos Jacobs e all'olandese Cees Priem.

## Tappe
| Tappa  | Data     | Percorso            | km  | Vincitore di tappa | Leader cl. generale |
| ------ | -------- | ------------------- | --- | ------------------ | ------------------- |
| 1ª     | 13 marzo | De Panne > Tielen   | 260 | Dirk Baert         | Dirk Baert          |
| 2ª     | 14 marzo | Tielen > De Panne   | 261 | Ludo Delcroix      | Willy Govaerts      |
| 3ª     | 15 marzo | De Panne > De Panne | 191 | Frans Van Looy     | Guido Van Sweevelt  |
| Totale | Totale   | Totale              | 712 |                    |                     |

## Dettagli delle tappe

### 1ª tappa
- 13 marzo: De Panne > Tielen – 260 km

| Pos. | Corridore         | Squadra    | Tempo    |
| ---- | ----------------- | ---------- | -------- |
| 1    | Dirk Baert        | Carlos     | 6h10'05" |
| 2    | Willy Govaerts    | Mini       | s.t.     |
| 3    | Wilfried Wesemael | TI-Raleigh | a 15"    |

| Pos. | Corridore  | Squadra | Tempo |
| ---- | ---------- | ------- | ----- |
| 1    | Dirk Baert | Carlos  |       |

### 2ª tappa
- 14 marzo: Tielen > De Panne – 261 km

| Pos. | Corridore       | Squadra           | Tempo    |
| ---- | --------------- | ----------------- | -------- |
| 1    | Ludo Delcroix   | Ijsboerke         | 7h27'00" |
| 2    | Patrick Sercu   | Marc Zeepcentrale | a 5"     |
| 3    | Willy Teirlinck | Renault           | a 36"    |

| Pos. | Corridore      | Squadra | Tempo |
| ---- | -------------- | ------- | ----- |
| 1    | Willy Govaerts | Mini    |       |

### 3ª tappa
- 15 marzo: De Panne > De Panne – 191 km

| Pos. | Corridore          | Squadra           | Tempo    |
| ---- | ------------------ | ----------------- | -------- |
| 1    | Frans Van Looy     | Mini              | 4h59'00" |
| 2    | Patrick Sercu      | Marc Zeepcentrale | s.t.     |
| 3    | Guido Van Sweevelt | Ijsboerke         | a 1"     |

| Pos. | Corridore          | Squadra    | Tempo     |
| ---- | ------------------ | ---------- | --------- |
| 1    | Guido Van Sweevelt | Ijsboerke  | 18h37'21" |
| 2    | Jos Jacobs         | Ijsboerke  | a 2'37"   |
| 3    | Cees Priem         | TI-Raleigh | s.t.      |

## Classifiche finali

### Classifica generale
| Pos. | Corridore          | Squadra                      | Tempo     |
| ---- | ------------------ | ---------------------------- | --------- |
| 1    | Guido Van Sweevelt | Ijsboerke-Gios               | 18h37'21" |
| 2    | Jos Jacobs         | Ijsboerke-Gios               | a 2'37"   |
| 3    | Cees Priem         | Ti-Raleigh-Mc Gregor         | s.t.      |
| 4    | Jan Aling          | Marc Zeepcentrale- Superia   | s.t.      |
| 5    | Ludo Schurgers     | Mini-Flat-Boule d'Or-Colnago | s.t.      |
| 6    | Emiel Gijsemans    | Zoppas-Zeus-Ruch Or          | a 7'16"   |
| 7    | Wilfried Wesemael  | Ti-Raleigh-Mc Gregor         | a 7'41"   |
| 8    | Patrick Sercu      | Marc Zeepcentrale- Superia   | a 13'39"  |
| 9    | Frans Van Looy     | Mini-Flat-Boule d'Or-Colnago | a 14'05"  |
| 10   | André Dierickx     | Ijsboerke-Gios               | a 14'08"  |